# Singra
Singra – gmina w Hiszpanii, w prowincji Teruel, w Aragonii, o powierzchni 36,72 km². W 2011 roku gmina liczyła 84 mieszkańców.